# انتخابات ریاست‌جمهوری آذربایجان (۲۰۱۸)
انتخابات ریاست‌جمهوری آذربایجان (۲۰۱۸) در روز چهارشنبه، ۱۱ آوریل ۲۰۱۸ در جمهوری آذربایجان برگزار شد. علی اف با کسب ۸۶ درصد آرا در انتخاباتی که توسط احزاب اپوزیسیون تحریم شده بود، برای بار چهارم به ریاست جمهوری انتخاب شد.

## پیشینه
انتخابات ریاست‌جمهوری آذربایجان بر اساس بند یک از ماده ۱۷۸ قانون انتخابات، در سومین چهارشنبه از ماه اکتبر برگزار می‌شود. از این رو این دور از انتخابات باید در ۱۷ اکتبر ۲۰۱۸ برگزار می‌شد اما بر اساس دستور رئیس‌جمهور، برگزاری انتخابات چند ماه زودتر یعنی ۵ فوریه ۲۰۱۸ انجام گرفت. کمیسیون مرکزی انتخابات آذربایجان در ۱ فوریه ۲۰۱۸ طی یک نظرسنجی از مردم در خصوص آماده‌سازی و ارسال کابین‌های دونفره برای انتخابات نظر پرسی کرد.

## نظام انتخاباتی
رئیس‌جمهوری آذربایجان با استفاده از نظام دومرحله‌ای انتخاب خواهدشد. اگر هیچ نامزدی نتواند رای اکثریت را در دور نخست به دست آورد، دور دوم برگزار خواهد شد.

## کاندیداها
- الهام علی‌اف - رئیس‌جمهوری آذربایجان از سال ۲۰۰۳ تا کنون، رئیس حزب آذربایجان نوین است.
- رازی نورالله‌اف - سیاستمدار و تحلیلگر سیاسی، که قبلاً معاون رئیس جبهه خلق آذربایجان بوده‌است.
- سردار جلال‌اغلو - رئیس حزب دموکراتیک آذربایجان که در انتخابات ۲۰۱۳ هم شرکت کرده بود.
- زاهد عروج - نماینده مجلس از سال ۲۰۰۱ که دور پیش در انتخابات شرکت کرده و پنجم شده بود.
- حافظ حاجی‌اف - رئیس حزب برابری مدرن، قبلاً در انتخابات سال‌های ۲۰۰۳، ۲۰۰۸ و ۲۰۱۳ شرکت داشته‌است.
- قدرت حسنقلی‌اف - عضو پارلمان آذربایجان، رئیس جبهه مردمی همه آذربایجان. قبلاً در انتخابات ۲۰۰۳، ۲۰۰۸ و ۲۰۱۳ شرکت داشتند.
- آراز علیزاده - عضو پارلمان آذربایجان، رئیس حزب سوسیال دموکرات آذربایجان. قبلاً در انتخابات ریاست جمهوری سال ۲۰۱۳ شرکت کرد و هفتم شد.
- فرج قلی‌اف - عضو پارلمان آذربایجان، رئیس حزب جنبش شکوفایی ملی. قبلاً در انتخابات ریاست جمهوری سال ۲۰۱۳ شرکت کرد و هشتم شده بود.

شورای ملی نیروهای دموکراتیک (NCDF) تصمیم به تحریم انتخابات گرفت و قصد دارد اعتراضات خود علیه انتخابات را آغاز کند. یکی دیگر از سازمان‌های جنبش جایگزین جمهوری‌خواه (REAL) همچنین اعلام کرد که نتایج انتخابات را به رسمیت نمی‌شناسد و آنها را «گام شتابزده و ناعادلانه» خواند. در روز ۱۰ فوریه حزب مساوات اعلام کرد این انتخابات را تحریم خواهد کرد و عیسی گمبر رهبر آن برای رئیس‌جمهوری نامزد نخواهد شد. همان روز، یکی دیگر از احزاب مخالف به نام حزب امید اعلام کرد که در انتخابات شرکت نخواهد کرد.